# Vecella guadunana
Vecella guadunana är en tvåvingeart som beskrevs av Wu och Yang 1996. Vecella guadunana ingår i släktet Vecella och familjen svampmyggor.
Artens utbredningsområde är Fujian (Kina). Inga underarter finns listade i Catalogue of Life.